# Stabat Mater (Vivaldi)
Pour les articles homonymes, voir Stabat Mater (homonymie).
La séquence (ou prose) Stabat Mater (RV 621) est une œuvre pour une voix solo (contralto) accompagnée par un ensemble instrumental, composée en 1712 par Antonio Vivaldi.

## Historique
Antonio Vivaldi se voit confier en 1711 la composition d'une œuvre en l'honneur de la Vierge par la paroisse de l'église Santa Maria della Pace de Brescia, ville natale de son père, Giovanni Battista Vivaldi. La première de l'œuvre fut donnée le 18 mars 1712 dans cette église même, à l'occasion de la fête des Sept Douleurs de la Vierge Marie. Le Stabat Mater tombe ensuite dans l'oubli pour être redécouvert dans la première moitié du XXe siècle, comme d'ailleurs de nombreuses œuvres du compositeur, et fut redonné, pour la première fois depuis 1712, en septembre 1939 par Alfredo Casella, à Sienne dans le cadre de la Settimana Vivaldiana (la « semaine vivaldienne »).
Cette œuvre est de dimensions plus réduites que le Stabat Mater de Pergolèse puisqu'un seul soliste (contralto) intervient, et de surcroit, seuls dix des vingt versets que comporte la séquence originale Stabat mater dolorosa — attribuée au moine Jacopone da Todi — seront utilisés. 
Selon Carl de Nys « une page comme ce Stabat Mater suffirait à elle seule pour témoigner de la foi profonde et de la spiritualité authentique du célèbre abbé vénitien sur lequel courent toujours quelques ragots malveillants qui déforment la vérité de sa biographie ».
En matière de musique baroque sacrée, cette œuvre constitue actuellement l’une des compositions les plus connues de Vivaldi.

## Structure générale
Cette œuvre, en fa mineur, comprend neuf mouvements correspondant chacun à une strophe du texte :
1. Stabat Mater dolorosa – Largo
2. Cuius animam gementem – Adagissimo
3. O quam tristis et afflicta – Andante
4. Quis est homo – Largo
5. Quis non posset contristari – Adagissimo
6. Pro peccatis suæ gentis – Andante
7. Eia Mater, fons amoris – Largo
8. Fac ut ardeat cor meum – Lento
9. Amen – Allegro

L'œuvre est construite en trois groupes de trois mouvements chacun, qui s'articulent sur dix strophes du texte médiéval latin du Stabat Mater. Les deux premiers groupes utilisent, sur des paroles différentes, la même base musicale. Ce procédé, inhabituel dans l'œuvre de Vivaldi et celle de ses contemporains, apporte une sensation d'unité particulière à l'ensemble de l'œuvre.
Les tempos sont globalement lents (largo, adagissimo, lento...), le seul mouvement rapide est le dernier, « Amen », indiqué allegro, qui est également le seul à finir sur une tierce picarde. L'orchestre est soutenu par la basse continue de l'orgue, et cela a pour effet d'amplifier le caractère méditatif de cette cantate d'église. 
L'exécution de l'œuvre dure environ 20 minutes.

## Discographie sélective
- Aafje Heynis, direction Angelo Ephrikian (Rivo Alto, 1967)[2]
- The Academy of Ancient Music et James Bowman dirigés par Christopher Hogwood (Decca Records, 1976)
- Chœur symphonique de la Fondation Gulbenkian de Lisbonne dirigé par Michel Corboz et Naoko Ihara (contralto), 1977[3]
- Andreas Scholl et L'Ensemble 415 dirigé par Chiara Banchini (Harmonia Mundi, 1998)
- Le Concerto Italiano et Sara Mingardo dirigés par Rinaldo Alessandrini  (Opus 111, 1999)[4]
- Carlos Mena, direction Philippe Pierlot (Mirare, 2003)
- L'Ensemble Matheus dirigé par Jean-Christophe Spinosi avec Marie-Nicole Lemieux et Philippe Jaroussky (Naïve Records, janvier 2008)